# تشینکا
تشینکا (به لاتین: Tishinka) یک منطقهٔ مسکونی در روسیه است که در سرزمین آلتای واقع شده‌است.